# Magma Gabriel Konaté
Magma Gabriel Konaté est un comédien, acteur de théâtre, animateur de radio, écrivain et homme politique malien. Après avoir enseigné les lettres, l’histoire et la géographie dans l’enseignement catholique de Kayes, il est recruté au Groupe dramatique du Théâtre national du Mali en 1981. 
À la suite du coup d'État de 2020, il devient membre du Conseil national de transition. En 2021, il fait une proposition de loi fixant un régime spécial de pension de retraite et autres avantages aux anciens présidents de l’Assemblée nationale et de tout autre organe parlementaire ou législatif. Il subit alors un tollé de critiques sur les réseaux sociaux et il sera obligé de retirer cette proposition de loi controversée. 
Né dans la région de Kayes, Magma Gabriel Konaté a fait ses études primaires à l’Ecole de la Cathédrale et ses études secondaires au lycée Prosper-Kamara à Bamako.  Diplômé de l’Institut national des arts de Bamako et du Centre d’action culturelle à Lomé au Togo, Magma Gabriel Konaté a joué dans plusieurs pièces de théâtre et productions cinématographiques. 
Magma est aussi l’auteur de plusieurs livres, dont L’oréade noire, Les rampants,Un jour sans fin. .D’après le journaliste Aly Bocoum, les nouvelles du recueil Les rampants  « dénoncent vigoureusement l’état de « pauvritude » de l’Africain. Les rampants est aussi une invite à prendre appui sur les traditions pour amorcer le progrès de l’Afrique ».
Magma Gabriel Konaté est aussi chargé d'enseignement à  l’institut National des Arts (INA) de Bamako et à l’université catholique de l’Afrique de l’Ouest - Unité universitaire à Bamako (UCAO-UUBA).